# Šlágr
Šlágr, také hit, trhák, je označením pro nějakou entitu, která je momentálně velice módní či populární a tudíž na trhu i velice žádaná. Dříve byla tímto slovem označována pouze populární píseň.
Obvykle se tento pojem užívá především v oblasti médií (televize, rozhlas, film apod.). Dnes je slovo šlágr považováno za faktické synonymum pro pojem hit.
Za šlágr se označuje i styl populární hudby vyznačující se jednoduchou líbivostí, která si klade za cíl rychlé získání obliby u co nejširších vrstev publika, vhodnost jako doprovod k tanci a neklade velké nároky na úroveň ideového obsahu popř. formy jeho podání, ani na dlouhou životnost v popředí zájmu veřejnosti.[zdroj?]

## Použití
Zpravidla se jedná o píseň či film, ale v přeneseném slova smyslu se může jednat o cokoliv jiného, třeba o knihu (resp. bestseller) nebo o dětskou hračku či společenskou hru. Například šlágrem posledních let se stala číselná hra sudoku, v minulosti to byla třeba populární céčka či Rubikova kostka.
V ligovém sportu se šlágrem nazývá papírově nejatraktivnější utkání kola, například: „Šlágrem kola bude derby Sparta vs. Slavia.“